# Pińczów
Pińczów este un oraș în Polonia.